# Sonia Ben Ammar
Sonia Ben Ammar, née le 19 février 1999 à Paris, est une mannequin franco-tunisienne.

## Biographie

### Jeunesse
Sonia Ben Ammar est la fille du producteur et homme d'affaires tunisien Tarak Ben Ammar et de l'actrice française d'origine polonaise Beata Ben Ammar. Enfant, elle participe à l'émission de chant L'École des fans en reprenant Hero de Mariah Carey. Elle fait également une apparition dans le film Jappeloup en 2013. Elle participe également à l'émission de TF1, Le Grand Show des enfants.
Elle étudie à l'université de Californie du Sud à partir de 2017.

### Carrière
Sonia Ben Ammar auditionne en 2012 pour le rôle de Charlotte dans la comédie musicale 1789 : Les Amants de la Bastille qu'elle interprète avec d'autres filles de son âge lors de la première saison du spectacle.
Par la suite, elle signe en 2015 un contrat avec l'agence de mannequinat Next Model Management de Paris.
En 2016, elle signe un contrat avec l'une des plus grandes agences de mannequinat, IMG Models.
Dès lors, elle commence à défiler pour Miu Miu en octobre 2016. Elle participe également à la nouvelle campagne de Dolce & Gabbana au côté de Thylane Blondeau et de l'actrice et mannequin Zendaya.
En 2018, elle apparaît dans le clip Promises de Calvin Harris avec Sam Smith, aux côtés du mannequin Winnie Harlow.
Sonia Ben Ammar, est également chanteuse, compositrice, autrice sous le nom de Sonia Ammar. En 2017, elle est invitée sur le premier titre Creation Comes Alive de l'album Presence de Petit Biscuit. En 2019, elle publie les singles Joyride et Games. Enfin, en novembre de la même année, elle publie son EP Sonia. Par ailleurs, elle continue de participer à des projets musicaux : en tant qu'autrice  dans Die For It de Belly, The Weeknd et Nas.

### Vie privée
De juillet 2015 à mars 2016, elle est en couple avec Brooklyn Beckham, fils du footballeur anglais David Beckham et de la styliste Victoria Beckham. Le couple s'est rencontré durant l'été 2015 aux Maldives.

## Filmographie

### Théâtre
- 2012-2013 : 1789 : Les Amants de la Bastille : Ensemble / Charlotte

### Cinéma
- 2013 : Jappeloup de Christian Duguay : Raphaëlle enfant
- 2022 : Scream de Tyler Gillett et Matt Bettinelli-Olpin : Liv McKenzie
- 2023 : Equalizer 3 d'Antoine Fuqua : Chiara Bonucci
- 2024 : Megalopolis de Francis Ford Coppola : Zena

### Clips
- 2018 : Promises de Calvin Harris avec Sam Smith

## Discographie

### Chanteuse

#### EP
- 2019 : Sonia

#### Singles
- 2019 : Games
- 2019 : Joyride

#### Apparitions
- 2017 : Creation Comes Alive de Petit Biscuit feat. Sonia Ammar
- 2020 : By my side de Black Atlass feat. Sonia Ammar

### Écriture
- 2017 : Die for It de Belly feat. The Weeknd